# Mo Gallini
Mo Gallini (Miami, 15 februari 1966), geboren als Mohamed Ghalayini, is een Amerikaans acteur.

## Biografie
Gallini werd geboren in Miami als zoon van een Libanese vader en een Cubaanse moeder. Van 1983 tot en met 1985 studeerde Gallini aan de Universiteit van Florida in Gainesville (Florida). Hierna verhuisde hij met zijn familie naar Los Angeles voor zijn acteercarrière. Gallini is een zwager van acteur James Morrison.
Gallini begon in 1993 met acteren in de film Rudy, waarna hij nog meerdere rollen speelde in films en televisieseries.

## Filmografie

### Films
Uitgezonderd korte films.
- 2023 The Out-Laws - als Boris
- 2022 Double Threat - als Tommy Lombardo
- 2020 Break Even - als Carlos
- 2020 North Hollywood Love Story - als Frank
- 2018 Dangerous Matrimony - als mr. Vincent
- 2017 Armed Response - als Ahmadi
- 2015 Murder in Mexico: The Bruce Beresford-Redman Story - als rechercheur Salazar
- 2015 Murder in Mexico - als rechercheur Salazar
- 2015 Toxin - als Sanchez
- 2012 Seal Team Six: The Raid on Osama Bin Laden - als ondervrager
- 2012 Treasure Buddies - als Tarik
- 2011 Deadline - als Sy
- 2011 In My Pocket - als Tony Eyebrow
- 2010 Las Angeles - als Toupe
- 2009 Fuel - als coach Marquez
- 2008 Selfless - als Wesley Stone
- 2008 Get Smart - als drugsbaas
- 2008 Legacy - als Suhart
- 2008 East L.A. - als Victor Guzman
- 2008 Marco Polo - als Marco Polo in 2000
- 2008 Drillbit Taylor - als politieagent op Bluff
- 2003 2 Fast 2 Furious - als Enrique
- 2002 Warrior - als Chavez
- 2002 You Got Nothin' - als Javier
- 2001 Mulholland Drive - als limochauffeur
- 2000 A Better Way to Die - als Laslov
- 2000 Yup Yup Man - als bokser
- 1999 End of Days - als Monk
- 1999 Clubland - als volgeling
- 1999 Born to Lose - als barkeeper
- 1999 Babylon 5: A Call to Arms - als Rolf
- 1999 Mulholland Dr. - als limochauffeur
- 1998 Poodle Springs - als J.D.
- 1997 Alien Avengers - als Alley Hood
- 1997 Flipping - als vriend van Ray-Ray
- 1996 The Rockford Files: Friends and Foul Play - als Nicky Zeeno
- 1995 Powderburn - als Rick
- 1995 Crimson Tide - als Seaman Kuhne
- 1993 Rudy - als footballspeler van Notre Dame

### Televisieseries
Uitgezonderd eenmalige gastrollen.
- 2022 Panhandle - als Alejandro Perez - 5 afl.
- 2020 Studio City Kings - als Ferdinand - 3 afl.
- 2017 Chernobyl: Zona otchuzhdeniya - als Jesus - 2 afl.
- 2017 Studio City Kings - als Ferdinand - 3 afl.
- 2012-2014 Chicago Fire - als Jose Vargas - 8 afl.
- 2011 Chase - als Hector Torres - 2 afl.
- 2005 24 - als Abdul Mahnesh - 3 afl.
- 2001 General Hospital - als Wes - 3 afl.
- 1998 Mike Hammer, Private Eye - als Robo Baroni - 2 afl.

- Library of Congress Control Number: no2017105390
- Virtual International Authority File: 3744150325578610090006
- WorldCat: E39PBJp9m7jdpXmyv9Pg6b7rbd